# Segunda Guerra Cristera
La Segunda Guerra Cristera, también llamada Segunda Guerra de los Cristeros o Segunda Cristiada, fue un conflicto armado en México que duró desde el 22 de noviembre de 1934 al 24 de febrero de 1941, surgiendo como una continuación de la Guerra Cristera. Este conflicto tuvo lugar como una reacción de los remanentes de la primera guerra contra el modelo de educación socialista. 
La guerra tuvo su apogeo en 1935, con una serie de enfrentamientos en los estados de Jalisco, Michoacán, Colima, Aguascalientes y Zacatecas. Sin embargo, fue gradualmente perdiendo fuerza hasta su desvanecimiento en 1941.

## Antecedentes

### Las reformas educativas y la escalada del conflicto
A pesar de los acuerdos del 21 de junio de 1929, en los que se acordaba la "amnistía a todo cristero que rindiera las armas y devolviera a la nación templos o casas no pertenecientes a alguna administración gubernamental", el gobierno continuó persiguiendo y ejecutando a exlíderes cristeros que se habían amnistiado. Este hecho se convirtió en algo común y provocó descontento entre los antiguos cristeros, lo que llevó a planear un nuevo movimiento armado para el 31 de mayo de 1932. A pesar de algunos levantamientos en Michoacán y Zacatecas que fueron rápidamente sofocados, la guerra no se reinició con mayor intensidad hasta 1934. El 20 de julio de 1934, el general Plutarco Elías Calles hizo un llamado para que la revolución, que ya había triunfado en lo militar, se extendiera al ámbito de la conciencia y la educación, con un enfoque particular en la educación de los niños. Este llamado se conoció como el "Grito de Guadalajara" y marcó el inicio de una serie de reformas al sistema educativo mexicano. Estas reformas se centraron en la creación de una educación más laica, científica y nacionalista, con la intención de romper con la influencia de la Iglesia Católica en la educación y promover valores patrióticos y progresistas. El 10 de octubre de 1934, el Congreso de la Unión realizó modificaciones al artículo 3 de la Constitución Política de los Estados Unidos Mexicanos, las cuales incluyeron el siguiente texto introductorio:

"La educación será socialista y además de excluir toda doctrina religiosa combatirá el fanatismo y los prejuicios, para lo cual la escuela organizará sus enseñanzas y actividades en forma que permita crear en la juventud un concepto racional y exacto del universo y de la vida social."
Artículo 3. Constitución Política de los Estados Unidos Mexicanos

Esta nueva educación socialista encontró fuerte oposición de algunos sectores de la sociedad, incluyendo la Iglesia católica, cuyo líder, el Papa Pío XI, publicó la encíclica Firmissimam constantiam en 1937 en la que expresaba su oposición a la "escuela impía y corrupta" y su apoyo a la Acción Católica. Aunque no hubo fracturas en el seno del episcopado, quienes incluso condenaron la guerra, estos cambios fueron vistos por los cristeros como una amenaza a la educación religiosa, lo que llevó a una nueva escalada en el conflicto armado.

### Las causas no religiosas que alimentaron el levantamiento
En Michoacán, además del llamado a la lucha armada por cuestiones religiosas, se publicó otro plan que convocaba a los agraristas a unirse al movimiento debido al incumplimiento en la repartición de tierras. En Durango, se destapó el escándalo nacional por la venta de los terrenos de Santa María Ocotán y Xoconoxtle por parte del exgobernador Alberto Terrones Benítez a Eduardo Rosas, representante de diversas compañías madereras que intentaban reforestar el municipio de Mezquital. La expropiación de los territorios comunales del pueblo originario Tepehuanes del sur, en el predio conocido como La Montaña, sustraído de la dotación de ejidos del poblado La Tinaja, exacerbó la lucha cristera.
El anticomunismo fue otra razón por la que surgieron guerrillas como la de Odilón Vega, cuyo objetivo era luchar contra la expansión del comunismo. Esta lucha no solo se debió a la connotación antirreligiosa del comunismo, sino también a preocupaciones sobre su supuesto "adoctrinamiento en los niños", "satanismo", así como la protección de la propiedad privada y el temor a perder tierras.

## La Guerra

### Inicio del levantamiento armado
En 1933, Rafael Ceniceros y Villarreal, representante de la Liga Nacional para la Defensa de las Libertades Religiosas, convocó al ex general cristero Aurelio Acevedo para nombrarlo Jefe del Comité Especial, encargado de organizar el movimiento armado a nivel nacional.

### Durango

#### 1934: Inicio de movimiento
El 22 de noviembre, los cristeros publicaron el "Acta de Cerro Gordo", nombrando al general brigadier Trinidad Mora como su líder y uniéndose a la Liga Nacional para la Defensa de las Libertades Religiosas. También fueron nombrados coroneles a Florencio Estrada, Valente Acevedo y Federico Vázquez.
Los primeros enfrentamientos entre los cristeros y las fuerzas del gobierno ocurrieron a mediados de diciembre de 1934, cuando los cristeros liderados por Florencio Estrada atacaron las localidades de Xoconoxtle, Río Grande y La Barranca de los Aguacates. Sin embargo, sus ataques fueron repelidos por las Defensas Rurales locales al mando del mayor Meza López.

#### 1935: Apogeo cristero
El 1ro de enero, se produce la Batalla del Cerro de Chachamoles, donde los cristeros liderados por Federico Vázquez emboscan a los 15º, 28º y 40.os Regimientos comandados por el teniente coronel Luis Barba Uribe. Los cristeros provocaron al menos 400 bajas en las fuerzas federales y asesinaron al teniente coronel Barba Uribe y al mayor Mateo Muñoz Martínez. Entre el 2 y 3 de marzo, 300 cristeros al mando de Federico Vázquez, Trinidad Mora y los hermanos Macario e Irineo Valdez, atacan San Francisco del Mezquital, pero fueron rechazados por el general Enrique Díaz.
Por las mismas fechas, Florencio Estrada mejoró las relaciones con el "Frente Único Militar del Ejército Nacional Libertador" de Lauro Rocha (quien era independiente al movimiento de la LNDLR), realizando algunas expediciones a otros estados en apoyo del frente. El 20 de abril, surge un nuevo levantamiento en Canatlán liderado por Francisco Chico García, quien tomó la cabecera municipal del mismo nombre. A finales de abril, las fuerzas de Trinidad Mora, Federico Vázquez, Valente Acevedo, Florencio Estrada y Chano Gurrola finalmente toman San Francisco del Mezquital. Sin embargo, la guerra se extendió a los llanos de Cacaria, y la Fuerza Aérea Mexicana envió aviones tripulados por los tenientes Jesús Garfias y Efrén Gutiérrez Nava para localizar los campamentos cristeros de Francisco Chico García. Una vez que los pilotos dieron con los campamentos rebeldes, los cristeros canatlecos fueron derrotados por las tropas del teniente coronel Alberto Bello Santa Ana en el Arroyo de Béstigos.
A mediados de año, algunos líderes cristeros, como Valente Acevedo, se amnistía ante las autoridades locales. A finales de año, se organizan nuevos levantamientos en San Luis del Cordero, San Juan del Río, Cuencamé y Poanas, liderados por Eduardo Saénz, Apolonio López, el coronel Buenaventura Valenzuela y Zacarías González. Entre el 18 y 19 de octubre, acontece el Batalla de Agua Zarca, donde los cristeros liderados por Vázquez derrotan a las fuerzas federales y les infligen 150 bajas. El 31 de octubre, Vázquez vuelve a emboscar a soldados federales provocando 200 bajas.

#### 1936: Declive y amnistías
En febrero, Federico Vázquez fingió amnistía ante el gobierno y logró engañar a algunas fuerzas federales. Sin embargo, en marzo, cincuenta cristeros atacaron la población de Canatlán, pero fueron rechazados por la guarnición federal de la localidad. El 15 de abril, los cristeros de Federico Vázquez y Pánfilo Reyes atacaron los poblados agraristas de reciente creación, como colonia Felipe Ángeles y El Chimal (hoy Plan de Ayala), así como las defensas de los Rurales de los dos poblados de colonia Pino Suárez y colonia Aquiles Serdán, junto con el destacamento de San Lorenzo Calderón, todos ubicados en el municipio de Durango. En la refriega cayó el teniente coronel cristero Pánfilo Gurrola. Durante el resto del año, las operaciones conjuntas entre la Fuerza Aérea Mexicana y el Ejército Mexicano lograron debilitar fuertemente al ejército cristero. Estas ofensivas provocaron una serie de amnistías de diferentes líderes cristeros y marcaron el declive del movimiento cristero en esta región.

#### Muerte de líderes
El 7 de junio, Florencio Estrada se encontraba junto a algunos de sus hombres en las cercanías del arroyo de El Paso Ancho, municipio de Valparaíso, Zacatecas, cuando fue emboscado por las fuerzas federales dirigidas por el teniente coronel Ignacio Tejeda. A pesar de que las intenciones del federal eran arrestar al coronel cristero con vida, Florencio fue alcanzado por un balazo en el tobillo, lo que le impidió huir, y posteriormente fue capturado. Los federales lo llevaron a Huejuquilla el Alto, Jalisco, donde su cadáver fue exhibido en la plaza del pueblo.
El 17 de noviembre se sucedió la Batalla de La Soledad, donde la Reserva Indígena de Santa María Ocotán derrotó a los cristeros de José Sánchez y se reportó el fallecimiento del comandante cristero Juan Andrés Soto.
El 27 de noviembre, los federales emboscaron y asesinaron a Trinidad Mora en su casa particular en Victoria de Durango. Ante el vacío de poder, Federico Vázquez tomó el lugar de Mora como general brigadier. Después de la muerte de Mora, las acciones cristeras se parecían más a bandidaje que a una guerra, lo que provocó la pérdida de todo el financiamiento en 1938 y prácticamente perdieron la guerra en Durango.

#### 1941: Pacificación
En 1940, Federico Vázquez se unió al movimiento almazanista y después de algunas escaramuzas finalmente aceptó una amnistía total ofrecida por el gobierno de México, encabezado en ese entonces por el presidente Manuel Ávila Camacho. A pesar de su aceptación de la amnistía, Vázquez continuó involucrado en la política local y se convirtió en un cacique con poder político en la región. En 1945, Vázquez fue ejecutado por el gobierno mexicano debido a las sospechas de que estaba organizando un nuevo levantamiento. A pesar de esto, la amnistía total concedida en 1940 puso fin a las guerras cristeras y permitió la reintegración de los ex cristeros a la vida pública.

### Bajío

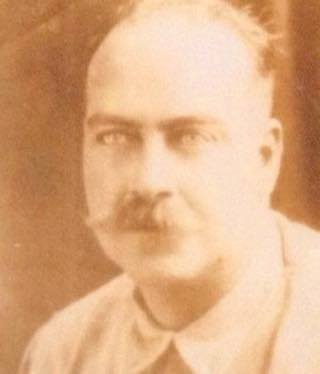
José María Casillas. Comandante cristero asesinado en una emboscada en 1935.

#### 1932: Primeros levantamientos y bandidaje
El 20 de enero de 1932, Ramón Aguilar, Rubén Guízar y Nabor Orozco encabezaron un levantamiento armado en Michoacán. El 10 de julio de 1932, el coronel cristero Leocadio Llerenas murió a manos de los soldados federales en Campo Cuatro, cerca de Comala. Llerenas había intentado cruzar un río para escapar, pero fue alcanzado por las balas. Su cadáver fue llevado al jardín del pueblo para ser expuesto como escarmiento a los rebeldes. 
El 7 de octubre, el coronel cristero Cayetano Álvarez fue emboscado y asesinado en Michoacán. Álvarez había sido perseguido por asesinar a un sargento en los alrededores de Atotonilco el Alto.

#### 1933: Batallas en Michoacán
En septiembre de 1933, Ramón Aguilar, comandante de las fuerzas cristeras en Michoacán, se desesperó por la impotencia de su ejército. Manifestó a la Liga Nacional para la Defensa de las Libertades Religiosas que se estaban "quedando solos" y que era urgente firmar un pacto con Antonio I. Villarreal, quien se rumoreaba planeaba un levantamiento armado en Zacatecas. Aguilar creía que este pacto podría redituar en mayores recursos bélicos. Posteriormente fue nombrado Jefe de operaciones militares en Michoacán, cargo que ocupó hasta su rompimiento con la liga en 1934.

#### 1935: Rebelión Rochista
La rebelión más destacada independiente de la LNDLR fue la encabezada por Lauro Rocha, un coronel cristero que había estado a cargo del regimiento de Ayotlán, incorporado a la Brigada de los Altos de Aristeo Pedroza. El 1 de abril, Rocha publicó su primera proclama en Altos de Jalisco, llamando a su movimiento: Frente Único Militar del Ejército Nacional Libertador.
En 1935, la rebelión tuvo su punto más destacado. En el estado de Nayarit, la situación fue tan grave que el Secretario de Guerra y Marina tuvo que viajar para hacerse cargo de la situación. El 21 y 22 de octubre, se produjo la Batalla de la Mesa Redonda, en la que cristeros liderados por Martin Díaz, Pánfilo Limón y Armando Villalobos fueron atacados por las fuerzas federales. El resultado del enfrentamiento fue la ejecución de los tres líderes, junto con otros 23 cristeros. Los federales, por su parte, sufrieron apenas tres bajas y ocho heridos.
El 27 de noviembre, el jefe del destacamento federal en San Juan de los Lagos emboscó a una fuerza de 40 cristeros al mando del comandante José María Ramírez Casillas. Casillas, que había destacado por mantener una guerrilla en Jalisco bajo las órdenes directas de Rocha, fue asesinado junto con la mayoría de sus hombres.
Gracias a estos levantamientos armados en estados como Jalisco y Colima, se logró mediar y reducir restricciones gubernamentales. Viendo los buenos resultados, el gobierno cambió de estrategia, volviéndose más conciliador, lo que logró disminuir el descontento social y permitió a los federales concentrarse en otros líderes cristeros.

#### 1936: Ataques de los hermanos Villa Michel

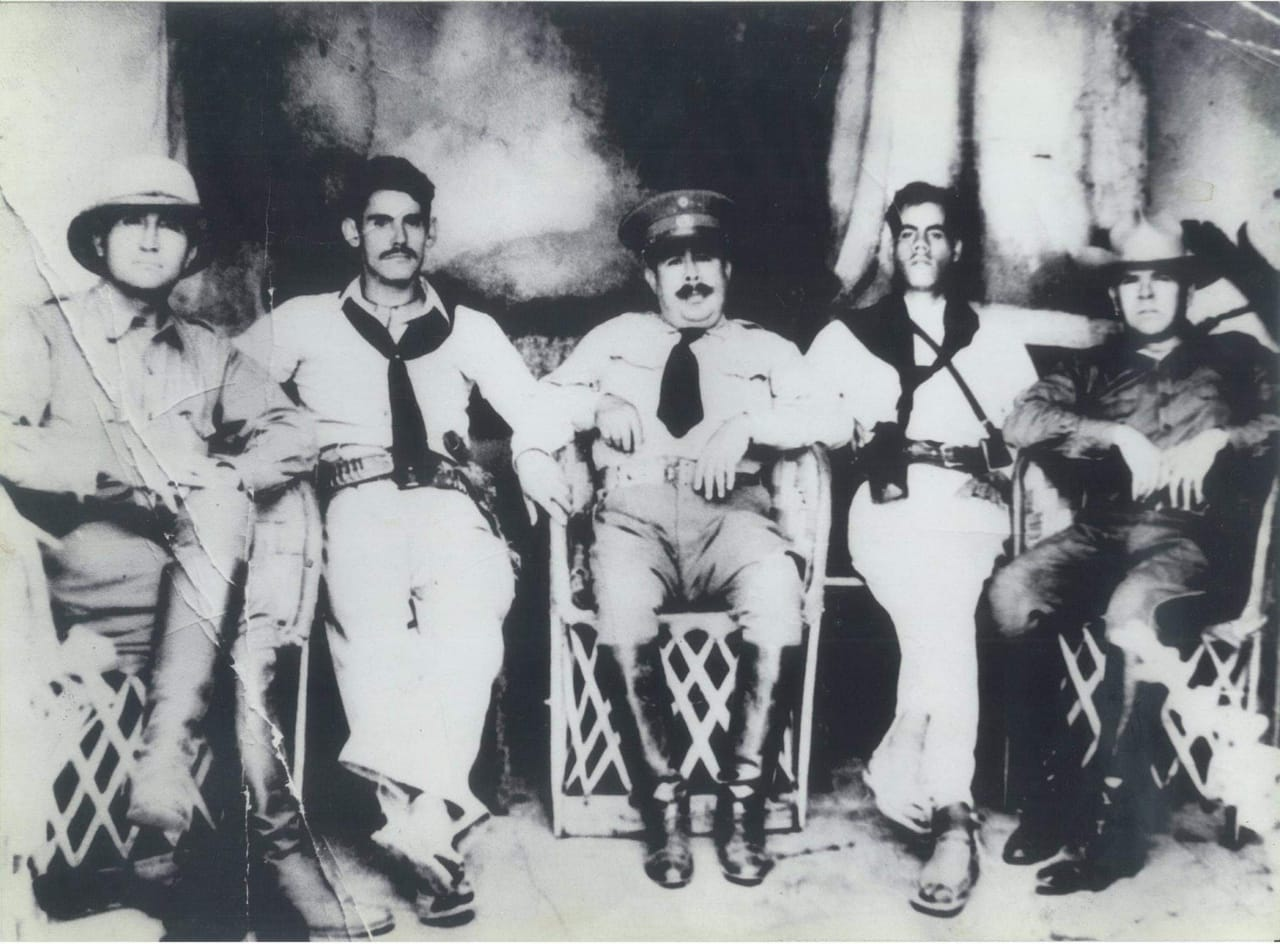
Rendición y amnistía de las fuerzas de los hermanos Villa Michel. En la foto de izquierda a derecha: Marcelino García Barragán; Matías Villa Michel; Genovevo Rivas Guillén; Isaías Villa Michel; y Juan de la Torre Villalvazo.

Ramón Aguilar, comandante cristero en Michoacán, fue asesinado en una emboscada tendida por agraristas el 31 de marzo en Santiago Tangamandapio.
Los hermanos Matías e Isaías Villa Michel, comandantes cristeros en Jalisco, asaltaron la hacienda de El Jardín el 23 de julio. Sin embargo, el 24 de mayo de 1937, junto con 150 hombres, se amnistiaron ante el jefe de la zona militar general, Genovevo Rivas Guillén. Su relación de amistad con un comandante federal les salvó la vida. En represalia por la amnistía, Bernabé Reyes emboscó y asesinó a Jehová Villa Michel en Tonila el 24 de mayo de 1937.
Lauro Rocha, comandante cristero en Jalisco, fue ejecutado en un operativo de inteligencia el 31 de diciembre en la Ciudad de México.

#### 1937-1938: Últimas Gavillas
En 1937, pequeños y poco destacados focos cristeros continuaron resistiendo en la Sierra de los Agustinos, en Michoacán. Estos grupos se dedicaron a realizar matanzas sistemáticas de comités agrarios, maestros y miembros de la Confederación Michoacana del Trabajo. Las autoridades gubernamentales declararon a Jalisco oficialmente pacificado en 1940, al igual que Nayarit.
En 1938, después de la muerte de Lauro Rocha, el Frente Único Militar se unió al movimiento de la LNDLR. El 5 de octubre de 1938, la gavilla de Bernabé Reyes reapareció, pero fue rápidamente derrotada por las fuerzas federales. Primero fueron dispersados en Ciudad Guzmán el 17 de octubre, y luego fueron derrotados en el cerro de La Aurora de San Juan el 29 de octubre. Finalmente, Reyes fue asesinado en San Marcos, Jalisco, el 4 de noviembre de 1939.

### Aguascalientes

#### 1932: El azote de Calvillo
José Velasco volvería a levantarse en armas en Calvillo, su gavilla controlaría partes del municipio, aunque no tendría el apoyo popular debido al asesinato de los hermanos Serna, constructores del templo San José en 1919.

#### 1934: Movimiento del General Villarreal
El 3 de agosto de, es arrestado Félix Chávez, quien escandaliza en una cantina de Ojocaliente. Se le encontró un juramento de la Guardia Nacional Cristera que lo compromete a defender la libertad de la patria y en especial la religiosa. Se lo dio Pedro Castro, que decía tener mucha gente preparada para levantarse en armas el 17 de septiembre; el jefe principal sería el general Villarreal. Las armas llegarían del norte y Aguascalientes sería la primera plaza en atacar. Aunque este movimiento nunca se llevaría a cabo.

#### 1935: Fin del movimiento
Para 1935, Velasco controlaba una gavilla cercana a 350 hombres. El 26 de mayo de 1935, mientras líderes cristeros de Zacatecas y Aguascalientes se encontraban en una reunión en el cañón de Juchipila, 9 cristeros fueron abatidos y otro más detenido. El 21 de enero de ese mismo año, intentan asesinar a Cuahutémoc Esparza, gobernador interino, cuando regresaba de Villa García a su paso por el estado de Aguascalientes. Murieron Francisco Méndez, vicepresidente de la Liga de Comunidades Agrarias y Alfredo López, quedando heridos el chofer y el Capitán Vizcaíno, ayudante del gobernador; Esparza pudo escapar combatiendo hasta encontrar ayuda. Un periódico acusó a José Jesús Delgado de estar detrás de los hechos.

#### Muerte de Velasco
El 29 de agosto de 1935, Velasco y su acompañante Plácido Nieto, habían llegado a la ciudad de Aguascalientes para pasar allí la noche y salir al día siguiente rumbo a Zacatecas para entrevistarse con otro jefe cristero. Se ocultaron por la noche en la casa número 51 de la calle León, que se encontraba vacía y en reparación. Al día siguiente, los dos cristeros recibieron la visita de las señoritas Loyola, hijas de la dueña de la hacienda de Ojocaliente, con quienes conversaron unos momentos. En los momentos en que las jóvenes salían de la casa llegaron policías y militares comandados por el Teniente Óscar Sandoval. Entonces Velasco y Nieto pretendieron huir por las azoteas, pero fueron vistos y comenzaron a ser perseguidos a balazos. La persecución duró unas calles más hasta que ambos cristeros cayeron muertos por los impactos de bala. El cuerpo de Velasco fue exhibido en el palacio municipal de Aguascalientes y posteriormente sepultado por sus familiares en el panteón de Los Dolores en Calvillo.

### Centro y sur del país
En febrero de 1934, el ex zapatista Enrique Rodríguez Mora, conocido como "El Tallarin", intercambió disparos con el Gobernador de Morelos, José Refugio Bustamante. Después del atentado, "El Tallarin" se retiró a las montañas y no volvió a bajar hasta septiembre de ese mismo año. Al mando de un numeroso grupo armado, tomó las plazas de Tepalcingo y Axochiapan sin resistencia, apoderándose de la frontera de Morelos con Puebla. En respuesta, el presidente Lázaro Cárdenas puso al frente de la persecución al constitucionalista Miguel Henríquez Guzmán. Para 1937, "El Tallarin" realizaba ocasionales ofensivas, quemando archivos municipales y otras instituciones gubernamentales. En 1938, "El Tallarin" fue amnistiado, obteniendo garantías y beneficios para él y sus hombres.
Así como el levantamiento anticomunista de Odilón Vega en las cercanías de la Ciudad de Zacatlán, Puebla. Que el 7 de febrero de 1939 sería detenido. 

### Ejecución de otros líderes cristeros
La persecución del gobierno mexicano contra los líderes cristeros se intensificó en los últimos años de la Guerra Cristera. Poco a poco, los líderes cristeros restantes fueron ejecutados, entre ellos:  
- David Rodríguez, ejecutado en Oaxaca.[35][36][37][38]

## Distribución del Ejército Cristero (1935)
- 400 hombres en Sonora
- 2500 en Nayarit, Sinaloa, Durango, Jalisco y Zacatecas. Formaban el gran reducto septentrional que habría de ser el último que dejará de resistir
- 350 hombres en Aguascalientes
- 1300 en el norte de Guanajuato y de Querétaro
- 500 en Michoacán
- 600 en Morelos
- 300 en Oaxaca
- 1200 en la sierra de Puebla, Hidalgo y Veracruz

## Batallas importantes
- Batalla de la Mesa Redonda
- Emboscada a Jehová Villa Michel
- Asalto a Ciudad Guzmán
- Batalla de Tepalcingo
- Toma de Axochiapan
- Batalla de Sierra Gorda
- Toma de Tepalcingo
- Batalla de Ciudad Guzmán
- Asalto a "El Jardin"
- Asalto al "El Mezquital"
- Asalto a San Marcos
- Emboscada de la Barranca de San Antonio
- Batalla de Puerto Vallarta

## Estrategia gubernamental

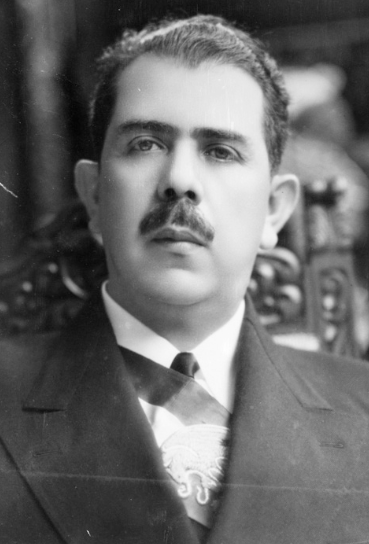
Lázaro Cárdenas, presidente de México durante la mayor parte de la guerra.

En este contexto, se realizaron los primeros operativos de inteligencia en el México moderno. Un ejemplo fue la ejecución de Lauro Rocha, quien a pesar de moverse por todo el país para evitar al gobierno, fue encontrado en la Ciudad de México y rápidamente ejecutado. Rocha reconoció el éxito de la estrategia gubernamental en un escrito recogido por el historiador francés Jean Meyer:

“Yo creo que no duro mucho tiempo... a mi vuelta a esta región, encontré cambiada por completo la gente pacífica, así que estamos viviendo en un medio por completo hostil. Esto obedece a diversas causas: la gran pobreza que reina debido a la pérdida de las cosechas del año pasado... la conducta de conciliación que vienen observando desde hace tiempo los jefes y oficiales del gobierno con el clero... la labor abiertamente contraria a nuestros ideales que hacen los señores curas... La primera pastoral del señor Garibi... nos ha perjudicado más que el mismo gobierno. ¿Qué hacer en este caso? ¿Nos enfrentamos a las autoridades eclesiásticas? Escandalizaríamos al pueblo... Dilema: ¿sigo empujando a un sacrificio estéril... o me convierto en jefe de bandoleros...? ¿Qué hago con los que lancé a las armas en Los Altos...? Todo el mundo nos denuncia, y el que no se anima a hacerlo nos niega hasta una tortilla..."
Lauro Rocha (Junio de 1936)

La importancia de las operaciones de inteligencia realizadas durante la guerra fue uno de los motivos por los que el presidente Lázaro Cárdenas renombró, en 1938, el departamento confidencial de la Secretaría de Gobernación como Oficina de Información Política. Su tarea era recabar toda la información posible sobre las actividades de los personajes de oposición en el país, así como las reacciones por la expropiación petrolera que fue decretada ese mismo año. La Oficina de Información Política es el primer antecedente del actual Centro Nacional de Inteligencia.
El cambio de política gubernamental de la primavera de 1936 logró lo que las armas no habían podido: en julio, el movimiento se derrumbó en Los Altos; en otoño, desapareció en Oaxaca y Veracruz; y los federales pudieron concentrar entonces todas sus fuerzas contra los últimos reductos: al norte, el de Vázquez, Mora y Estrada; al este, la sierra de Puebla y la Sierra Gorda; y al sur, Morelos. El cambio de estrategia fue tan radical que el presidente Lázaro Cárdenas llegó a felicitar al pueblo de Tepatitlán por el empeño que ponen en la educación de sus hijos.

### Legiones Católicas
Los obispos mexicanos, temiendo que pudieran ser culpados por los ataques y arrestados, formaron un grupo laico llamado Las Legiones, que se infiltraría en estos grupos rebeldes independientes y eliminaría de sus filas a las personas responsables de la violencia contra civiles. Este estilo de infiltración evolucionaría en los Legionarios de Cristo.

## Ataques a la población civil

### Ataques de los cristeros en contra de los maestros socialistas rurales

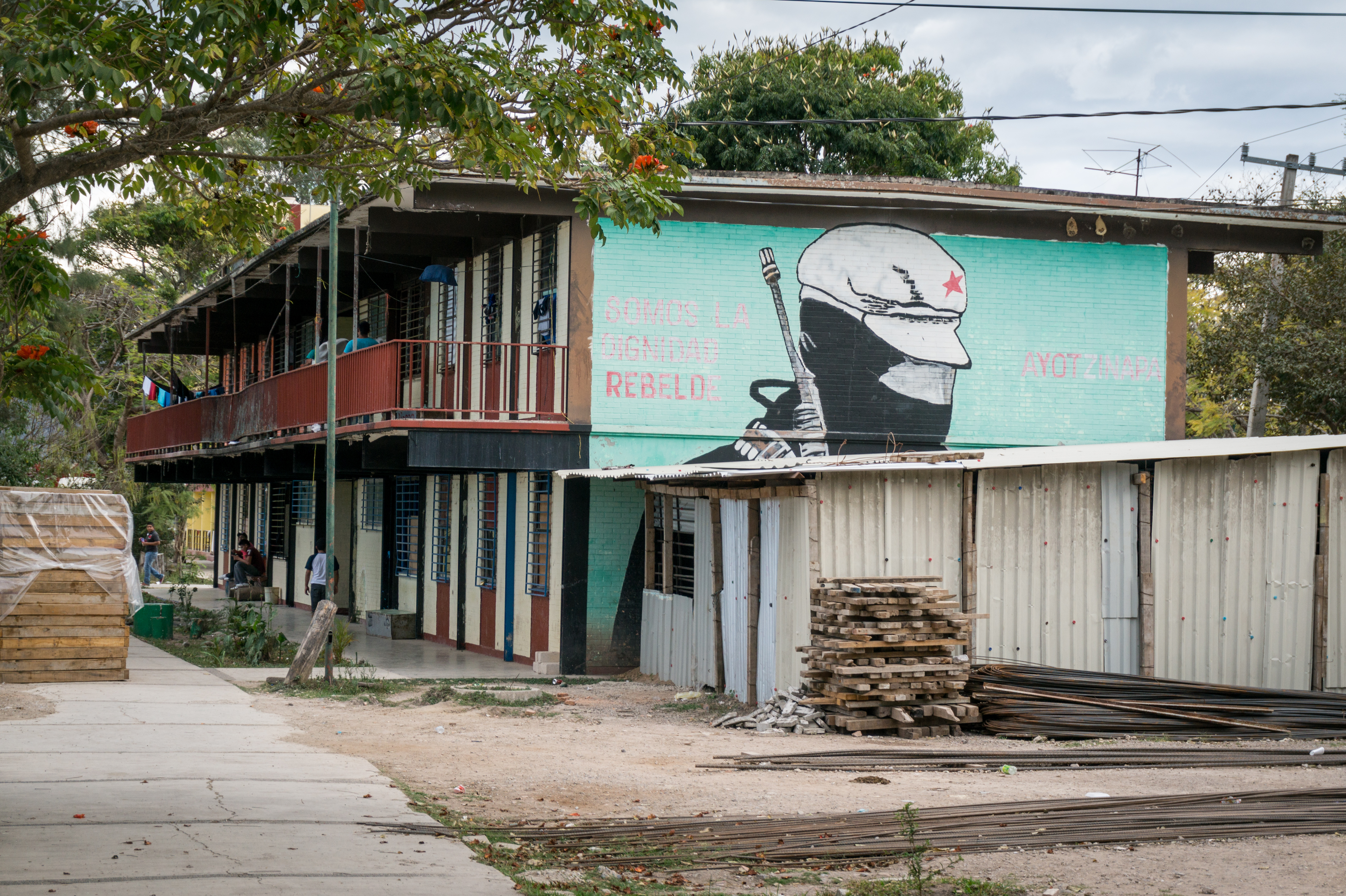
Aún a día de hoy las Escuelas Normales de México tienen fuertes vínculos con la educación socialista.

Los maestros rurales no participaron en el conflicto armado, pero algunos no aceptaron dejar sus escuelas y comunidades, a muchos se les cortaron las orejas como resultado. A dichos maestros se les conoce como "maestros desorejados". Hay casos de líderes cristeros que ordenaron directamente la ejecución y persecución de maestros; entre los que se encuentran Enrique Rodríguez Mora y Trinidad Mora. En los peores casos, los maestros fueron torturados y asesinados. Se ha calculado que al menos 300 maestros fueron asesinados entre los años 1935 y 1939, incluyendo el asesinato de Carlos Sayago, Carlos Pastraña, y Librado Labastida en Teziutlán, Puebla; la ejecución del maestro Carlos Toledano, quien fue quemado vivo en Tlapacoyan, Veracruz; y el linchamiento de al menos 42 maestros en el estado de Michoacán. Asimismo puede citarse el caso de la maestra María Rodríguez Murillo, quien fuera ultrajada y muerta por un grupo de cristeros.
Algunos párrocos decían a los líderes cristeros que en vez de una educación socialista se trataba de una educación sexual donde se indicaba que:

“[…] los maestros desnudábamos a las niñas delante de los niños y que les decíamos cómo 
funcionaban sus órganos sexuales. Nada más falso”
Del Palacio

Un rumor falso que no estuvo en el plan educativo que por el contrario tenía como objetivo: "Organizar la enseñanza y el aprendizaje de acuerdo al nivel intelectual o de madurez de los alumnos". Esta sería la razón de los diversos casos de ensañamiento contra los maestros rurales. Estos ataques provocaron más apoyo gubernamental a las Escuelas Normales de México donde consiguieron conservar influencia de la educación socialista hasta el día de hoy.

### Quema de cultivos
Varias personas denunciaron ante el presidente Lázaro Cárdenas el 27 de marzo de 1937 que, el día 23, fueron asaltadas por un grupo de cristeros que merodeaban en las localidades de La Yerbabuena y Corralitos. Los cristeros les quemaron sus casas y cosechas, y estaban encabezados por Villa Michel.

### Crímenes anticatólicos
El 6 de marzo de 1931, un grupo de desconocidos depositaron una bomba en la Catedral de Xalapa, teniendo como resultado varios fieles heridos.
El miércoles 10 de febrero de 1937, el sacerdote Pedro de Jesús Maldonado fue detenido por un grupo de hombres armados que lo sacaron de su escondite en una ranchería y lo llevaron descalzo hasta el edificio del ayuntamiento de Santa Isabel, Chihuahua. Allí fue golpeado salvajemente, le fracturaron el cráneo y le saltaron el ojo izquierdo. Al comprobar su estado grave, los hombres armados lo llevaron a la cárcel de Chihuahua, donde murió el 11 de febrero de 1937. La causa de su muerte fue daño cerebral.

#### Masacre de Católicos en Coyoacán
En la mañana del domingo 30 de diciembre de 1934, aproximadamente 60 Camisas Rojas de Tabasco, que habían estado organizando manifestaciones antirreligiosas que incluían el cuestionamiento de la existencia de Dios, participaron en un enfrentamiento frente a la iglesia San Juan Bautista en la Ciudad de México. El enfrentamiento resultó en la muerte de cinco católicos que recibieron disparos. Los camisas rojas gritaron al momento de los tiros «¡Viva la Revolución!». Las víctimas fueron María de la Luz Cirenia Camacho González, J. Inés Mendoza, Ángel Calderón, Inocencio Ramírez y Andrés Velázquez.

## Consecuencias
- Relaciones del Gobierno de México con la Iglesia: el presidente Lázaro Cárdenas logró mejorar las relaciones con el Papa Pío XI y se hizo amigo del arzobispo mexicano Luis María Martínez y Rodríguez. Martínez era una figura importante en la Iglesia Católica de México, y su influencia fue clave para el acercamiento entre la Iglesia y el Estado.[62][62] Martínez persuadió con éxito a los católicos mexicanos a obedecer pacíficamente las leyes del gobierno. Esto fue un cambio importante con respecto a la década anterior, cuando la Iglesia había sido una fuente de oposición al gobierno. Las relaciones iglesia-estado fueron mejorando con las Visitas de Juan Pablo II a México.[63] Fue hasta 1992 cuando el presidente Carlos Salinas de Gortari que se reanudan las relaciones diplomáticas con la Santa Sede, se reformó de nuevo el artículo 130 de la Constitución, y se le otorgó personalidad jurídica a la Iglesia.

- La Iglesia se niega a respaldar la rebelión de Saturnino Cedillo: en 1938, el revolucionario Saturnino Cedillo encabezó una revuelta contra el gobierno de Cárdenas. La revuelta fue derrotada, y la Iglesia se negó a respaldarla.[64] Esto fue un signo de que la Iglesia estaba dispuesta a trabajar con el gobierno, incluso si no siempre estaba de acuerdo con sus políticas.

- No aplicación de la Ley Calles: la ley fue ignorada por el presidente Cárdenas hasta que fue oficialmente derogada de la Constitución en 1938. Las prohibiciones constitucionales contra la Iglesia no se aplicarían en ninguna parte de México durante la presidencia de Manuel Ávila Camacho.[65][66]

- Censura del conflicto: durante mucho tiempo, tanto la Iglesia como el Estado, mantuvieron un profundo silencio con respecto al conflicto. A pesar de esto, los boletines parroquiales condenaron la educación que impartía el Estado, intentando los curas excomulgar a quienes mandaran a sus hijos a estudiar a escuelas del gobierno. El gobierno por su parte, amenazó a los padres con la prisión si mandaban a sus hijos a escuelas católicas. Ambas partes del conflicto no documentaron del todo, debido a los acuerdos previos de 1929 y el rechazo de los obispos al movimiento.

- Creación de movimientos con tendencias de extrema derecha: como reacción a la derrota cristera se creó la Unión Nacional Sinarquista, organización política fascista clerical y panhispanista que se encontraba en contraposición de los modelos de izquierda cardenistas,[67]  fue poco a poco moderándose en facciones del Partido Demócrata Mexicano y terminando en el Partido Acción Nacional. Algunos autores relacionan la derrota cristera con el surgimiento de organizaciones paramilitares como El Yunque.

- Derogación de la Educación Socialista: en 1946, durante el gobierno de Manuel Ávila Camacho (quien se declaró creyente y que durante la guerra cristera se mostró más conciliador),[68] reformó el artículo 3 constitucional para eliminar la orientación socialista de la educación. Los nuevos preceptos de la educación se plasmaron gracias al Secretario de Educación Pública Jaime Torres Bodet.[7]

## En la cultura popular
En el año 1959, Antonio Estrada, hijo del coronel cristero Florencio Estrada, escribió Rescoldo: Los últimos cristeros. Libro inspirado en la historia de su padre durante la Segunda Cristiada.
En 2011 se estrenó Los últimos cristeros, película mexico-neerlandesa dirigida por Matías Meyer.